# Dwór w Wódkach
Dwór w Wódkach – zabytkowy dwór w Wódkach, w powiecie wrzesińskim, w województwie wielkopolskim.
Zbudowany w stylu klasycystycznym, pochodzi z połowy XIX wieku. Pierwszymi właścicielami majątku Wódki prawdopodobnie byli Grzybowscy, a po nich Błociszewscy. W 1926 roku dwór przeszedł w posiadanie S. Lutomskiego. Ostatnim właścicielem był Witold Brzeski, który tydzień po wybuchu II wojny światowej razem z żoną popełnił samobójstwo.
Jest to parterowy budynek z mieszkalnym poddaszem. Środkową część dworu poprzedza joński portyk, składający się z filarów oraz dwóch kolumn, zakończonych szczytem w kształcie trójkąta. Przy dworze znajduje się park, w którym rosną stare drzewa, m.in. dęby, akcje i jesiony. W parku mieści się murowana kaplica grobowa rodziny Cegielskich z 1936.
Dwór jest w stanie bardzo dobrym, po remoncie. Obecnie należy do Zakładów Organicznych Organika-Azot SA w Jaworznie.